# Toby Schmitz
Toby Schmitz (Perth, Australia Occidental; 4 de mayo de 1977) es un actor y autor australiano. Es más conocido por su papel como el pirata Jack Rackham en la serie televisiva Black Sails, además de poseer una larga carrera en teatro.

## Biografía
En 1999 se graduó de la prestigiosa escuela australiana National Institute of Dramatic Art "NIDA" con una licenciatura en actuación.
Es muy buen amigo del actor Ewen Leslie.
Desde 2008 sale con la actriz australiana Ella Scott Lynch. En mayo de 2016 la pareja le dio la bienvenida a su primera hija juntos, Ziggy Schmitz.

## Carrera
Colaboró junto a los actores Brendan Cowell y Anthony Hayes en la serie de trece episodios Men TV.
En 2011 se unió al elenco principal de la película para televisión Underbelly Files: The Man Who Got Away, en la cual interpretó al criminal británico David McMillan, un traficante de drogas en Australia conocido por ser la única persona en la historia del país en escapar de la prisión Klong Prem en Bangkok.
Ese mismo año apareció en la película Lbf, donde interpretó al escritor Goodchild, quien regresa de París para asistir al funeral de su exnovia (Gracie Otto).
En 2011 apareció como invitado en un episodio de la miniserie Paper Giants: The Birth of Cleo, donde interpretó a Barry Humphries.
En 2012 apareció como invitado en la serie de drama y misterio Miss Fisher's Murder Mysteries, donde interpretó a Charles Freeman.
En 2014 se unió al elenco principal de la serie estadounidense Black Sails, donde dio vida al pirata Jack Rackham, hasta finalizar la serie al terminar la cuarta temporada en 2017.

## Filmografía

### Series de televisión
| Año         | Título                          | Personaje         | Notas                                  |
| ----------- | ------------------------------- | ----------------- | -------------------------------------- |
| 2021        | S.O.Z: Soldados o Zombies       | Agustus Snowman   |                                        |
| 2020        | Reckoning: ajuste de cuentas    | John Ainsworth    |                                        |
| 2020        | Bloom                           | John              |                                        |
| 2019        | Reef Break                      | Leo Murphy        |                                        |
| 2017        | Newton's Law                    | Lewis Hughes      | 8 episodios                            |
| 2017        | Blue Murder: Killer Cop         | Jed Wilson        | Ep. # 1                                |
| 2014 - 2017 | Black Sails                     | Jack Rackham      | 37 episodios                           |
| 2012        | Miss Fisher's Murder Mysteries  | Charles Freeman   | episodio "The Green Mill Murder"       |
| 2011        | Crownies                        | Det. Dylan Thorne | 5 episodios                            |
| 2011        | Spirited                        | Scott             | episodio "Yesterday's Hero"            |
| 2011        | Paper Giants: The Birth of Cleo | Barry Humphries   | episodio "Part Two"                    |
| 2010        | City Homicide                   | Adrian Farrell    | episodio "Last Seen"                   |
| 2010        | The Pacific                     | Capitán Burns Lee | episodio "Peleliu Landing" - miniserie |
| 2008        | Mcleod's Daughters              | Scott Johnson     | 2 episodios                            |
| 2004 - 2005 | The Cooks                       | Gabe Francobelli  | 13 episodios                           |
| 2003        | Fat Cow Motel                   | Toby Meares       | 2 episodios                            |
| 2002 - 2003 | White Collar Blue               | Dirk Eikmeier     | 2 episodios                            |
| 2000        | Water Rats                      | Nathan Albury     | episodio "Mozzie"                      |
| 1996        | Sweat                           | Cameron           | 3 episodios                            |

### Películas
| Año  | Título                                 | Personaje           | Notas                                                                                             |
| ---- | -------------------------------------- | ------------------- | ------------------------------------------------------------------------------------------------- |
| 2013 | Chicom                                 | Geoff               | Cortometraje - junto a Lindsay Farris, Matthew Backer y Zoe Kelly                                 |
| 2012 | Almost                                 | Alfie               | Cortometraje - junto a Guy Edmonds y Maeve Dermody                                                |
| 2011 | Lbf                                    | Goodchild           | junto a Bianca Chiminello, Septimus Caton y Gracie Otto                                           |
| 2011 | Underbelly Files: The Man Who Got Away | David McMillan      | junto a Claire van der Boom, Brendan Cowell, Ian Meadows, Josh Lawson y Freya Stafford            |
| 2010 | Griff the Invisible                    | Tony                | junto a Ryan Kwanten, Maeve Dermody, Anthony Phelan, Marshall Napier y Kelly Paterniti            |
| 2010 | After the Credits                      | Kyle                | Cortometraje - junto a Robin McLeavy, Nicholas Brown, Maya Stange y Josh Lawson                   |
| 2009 | Agoraphobia in the Desert of the Real  | Sebastian           | Cortometraje - junto a Russell Cheek y Naomi Millar                                               |
| 2008 | Three Blind Mice                       | Dean Leiberman      | junto a Matthew Newton, Barry Otto, Marcus Graham, Brendan Cowell, Alex Dimitriades y Gracie Otto |
| 2007 | The Heist                              | Justin              | Cortometraje - junto a Quentin Bults, Aileen Ellis y Emma Lung                                    |
| 2007 | My Last Ten Hours with You             | Mark                | Cortometraje - junto a Joel McIlroy                                                               |
| 2006 | Emulsion                               | -                   | junto a Fayssal Bazzi, Tyler Coppin, Matthew Le Nevez y Ella Scott Lynch                          |
| 2006 | Solo                                   | Trent               | junto a Tony Barry, John Boxer, Vince Colosimo, Chris Haywood y Colin Friels                      |
| 2005 | The Heartbreak Tour                    | Nick                | junto a Caroline Craig, Nathaniel Dean, Anthony Hayes, Damian Walshe-Howling y Hamish Michael     |
| 2004 | Somersault                             | John                | junto a Abbie Cornish, Damian de Montemas, Sam Worthington y Nathaniel Dean                       |
| 2004 | Right Here Right Now                   | Gary                | junto a Matthew Newton, Ewen Leslie, Genevieve O'Reilly, Tim Draxl y Brooke Satchwell             |
| 2003 | Temptation                             | Gabriel Francobelli | junto a Colin Friels, Essie Davis, Simon Westaway, Emma Lung y Adam Tuominen                      |
| 2003 | The Rage in Placid Lake                | Bull                | junto a Rose Byrne, Miranda Richardson, Nathaniel Dean, Felix Williamson y Socratis Otto          |
| 2002 | Heaven                                 | -                   | Cortometraje - junto a Rose Byrne y Scott Kelly                                                   |

### Como director, escritor y dramaturgo
| Año        | Obra/Película                         | Notas                                       |
| ---------- | ------------------------------------- | ------------------------------------------- |
| 2012       | Pygmalion                             | obra - dramaturgo                           |
| 2008       | This Is How It Goes                   | obra - director                             |
| 2007, 2011 | Capture the Flag                      | obra - director y dramaturgo                |
| 2007       | Chicks Will Dig You!                  | obra - dramaturgo                           |
| 2006       | Plays: By Himself                     | obra - director                             |
| 2005, 2006 | 15 and Then Some                      | obra - director y escritor                  |
| 2005       | Cunt Pi                               | obra - escritor                             |
| 2002, 2005 | Lucky                                 | obra - dramaturgo                           |
| 2004       | One: Your Body Belongs to Your Nation | obra - dramaturgo                           |
| 2004       | Right Here Right Now                  | película - escritor y director co-ejecutivo |
| 2000       | A Boy's Life                          | obra - director                             |
| 2000       | Dream A Little                        | obra - dramaturgo                           |

### Videojuegos
| Año  | Juego              | Notas                                  |
| ---- | ------------------ | -------------------------------------- |
| 2000 | Warlords Battlecry | prestó su voz - junto a Mark Priestley |

### Teatro
| Año        | Obra                             | Personaje     | Director (a)     | Teatro                | Notas                                                             |
| ---------- | -------------------------------- | ------------- | ---------------- | --------------------- | ----------------------------------------------------------------- |
| 2016       | The Present                      | Nikolai       | John Crowley     | Sydney Theatre        | junto a Cate Blanchett, Jacqueline McKenzie y Richard Roxburgh    |
| 2012       | Private Lives                    | -             | Ralph Myers      | Belvoir St. Theatre   | junto a Eloise Mignon                                             |
| 2012       | Strange Interlude                | -             | Simon Stone      | Belvoir St. Theatre   | junto a Emily Barclay, Eloise Mignon y Anthony Phelan             |
| 2011       | The Importance of Being Earnest  | -             | Simon Phillips   | Sumner Theatre        | junto a Geoffrey Rush, junto a Patrick Brammall y Geoffrey Rush   |
| 2011       | Much Ado About Nothing           | Benedick      | John Bell        | Sydney Theatre        | junto a Blazey Best, Max Gillies y Matthew Walker                 |
| 2011       | The Wild Duck                    | Hjalmar       | Simon Stone      | Belvoir St. Theatre   | junto a Ewen Leslie, Eloise Mignon y Anthony Phelan               |
| 2010       | Measure For Measure              | Lucio         | Benedict Andrews | Belvoir Theatre       | junto a Damon Gameau, Maeve Dermody y Robin McLeavy               |
| 2010       | Hamlet                           | Hamlet        | David Berthold   | La Boite Theatre      | junto a Thomas Larkin, Christopher Sommers y Helen Howard         |
| 2009       | Sydney Ghost Stories             | -             | Katy Alexander   | Old Fitz. Theatre     | junto a Dean Carey y Anthony Skuse                                |
| 2009       | The Lonesome West                | Coleman       | Peter Carstairs  | Belvoir St. Theatre   | junto a Sibylla Budd, Travis Cotton y Ryan Johnson                |
| 2008, 2009 | Ruben Guthrie                    | Ruben Guthrie | Brendan Cowell   | Belvoir St. Theatre   | junto a Toni Scanlon, Roy Billing y Adrienne Pickering            |
| 2009       | Travesties                       | Tristan Tzara | Richard Cottrell | Sydney Theatre        | junto a Robert Alexander, Jonathan Biggins y William Zappa        |
| 2008       | Rabbit                           | -             | Brendan Cowell   | -                     | junto a Ryan Johnson, Geoff Morrell y Kate Mulvany                |
| 2008       | The Great                        | Didi          | Peter Evans      | Sydney Theatre        | junto a Roin McLeavy, Ben Geurens y Nicholas Bell                 |
| 2007       | Self-Esteem                      | -             | Brendan Cowell   | -                     | junto a Robin McLeavy, Heather Mitchell y Rod Smith               |
| 2006       | The Emperor of Sydney            | -             | David Berthold   | Griffin Theatre       | junto a Jack Finsterer, Alex Dimitriades y Anita Hegh             |
| 2006       | Pan                              | -             | Joseph Couch     | Seymour D. Theatre    | junto a Tim Major, Sam North y Xavier Samuel                      |
| 2006       | 15 and Then Some                 | -             | Toby Schmitz     | Old Fitz. Theatre     | junto a Caroline Craig                                            |
| 2006       | Under Ice                        | -             | Benedict Andrews | -                     | junto a Clancy Breslin, Russell Kiefel y Jeremy Sims              |
| 2005       | The Marvellous Boy               | Luke Boyce    | David Berthold   | Griffin Theatre       | junto a Danny Adcock, Anthony Phelan y Bruce Spence               |
| 2005       | Cunt Pi                          | -             | Lleyland Keane   | Old Fitzroy Theatre   | junto a Jacobie Gray, Felicity Price, Rick Cosnett y Bill Young   |
| 2005       | Her Master's Voice               | -             | Craig Ilott      | Belvoir St. Theatre   | junto a Roy Billing, Meaghan Davies y Jack Finsterer              |
| 2004       | This Blasted Earth               | -             | Leland Kean      | Old Fitz. Theatre     | junto a Septimus Caton y Blazey Best                              |
| 2004       | The Woman With Dog's Eyes        | -             | David Berthold   | Griffin Theatre       | junto a Danny Adcock, Jack Finsterer y Alex Dimitriades           |
| 2004       | Ladybird                         | -             | Neil Armfield    | Belvoir St. Theatre   | junto a Jacek Koman, Leeanna Walsman y Brett Stiller              |
| 2003       | Black Milk                       | -             | -                | Belvoir Theatre       | junto a Louise Fox, Rita Kalnejais y Deborah Kennedy              |
| 2003       | Chicks Will Dig You              | -             | Tamara Cook      | Belvoir Theatre       | junto a Josh Lawson, Ewen Leslie y Larissa Rate                   |
| 2003       | Major Barbara                    | -             | Robyn Nevin      | Parade Theatre        | junto a Deborah Kennedy, Maggie Kirkpatrick y Mark Priestley      |
| 2002       | Hanging Man                      | -             | Robyn Nevin      | Sydney Theatre        | junto a Steve Jacobs, Genevieve Lemon y Helen Dallimore           |
| 2002       | Howie the Rookie                 | -             | -                | Belvoir St. Theatre   | junto a Tony Hayes                                                |
| 2001       | The School for Scandal           | -             | Judy Davis       | Drama Theatre         | junto a Brandon Burke, Lynette Curran, Colin Friels y Essie Davis |
| 2001       | Turnstiler                       | -             | Chris Mead       | Stables Theatre       | junto a Jason King, Clare Mackey e Inga Romantsova                |
| 2000       | Men                              | -             | Leland Jean      | Old Fitz. Theatre     | junto a Blazey Best, Brendan Cowell y Anthony Hayes               |
| 2000       | The Great Man                    | -             | Robyn Nevin      | Sydney Theatre        | junto a Max Cullen, Genevieve Picot y Martin Vaughan              |
| 1999       | The Libertine                    | -             | Richard Cottrell | Parade Theatre        | junto a Caroline Craig, Damon Gameau y Nathaniel Dean             |
| 1994       | The Birds                        | -             | Anthony Howes    | His Majesty's Theatre | junto a Damien Robertson, Tim Ruse y Matt Swinney                 |
| -          | Grazing the Phosphorus           | -             | -                | -                     | -                                                                 |
| -          | Your Body Belongs to Your Nation | -             | -                | -                     | -                                                                 |
| -          | The Point of the Story           | -             | -                | -                     | -                                                                 |

## Premios y nominaciones
| Año  | Categoría                       | Premio                                 | Obra                | Resultado |
| ---- | ------------------------------- | -------------------------------------- | ------------------- | --------- |
| 2011 | Best Actor                      | Green Room Award                       | Body of Work        | Nominado  |
| 2010 | Best Actor in a Supporting Role | Sydney Theatre Award                   | Measure for Measure | Nominado  |
| 2008 | Best Actor in a Supporting Role | Sydney Theatre Award                   | The Great           | Nominado  |
| 2008 | Best Actor in a Lead Role       | Sydney Theatre Award                   | Ruben Guthrie       | Nominado  |
| 2004 | Australian National Playwrights | Centre/New Dramatists Award            | Chicks Will Dig You | Ganó      |
| 2003 | -                               | Philip Parsons Young Playwrights Award | Chicks Will Dig You | Nominado  |
| 2002 | -                               | Sydney Theatre Award                   | Lucky               | Ganó      |